# Éole fils d'Hellen
Pour les articles homonymes, voir Éole (homonymie).
Dans la mythologie grecque, Éole (en grec ancien Αἴολος / Aíolos), fils d'Hellen et de la nymphe Orséis (et par conséquent petit-fils de Deucalion ou Zeus suivant les versions), est le héros éponyme des Éoliens,.
Il avait deux frères : Xouthos et Doros,. 
Il régnait en Thessalie et en Magnésie et épousa Énarété, fille de Déimaque, dont il eut sept fils : Sisyphe, Athamas, Créthée, Salmonée, Magnès, Périérès et Déion, auxquels s'ajoutent selon les traditions Macarée, Éthlios et Mimas. S'y ajoutent de plus cinq filles qui sont : Alcyone, Pisidicé, Calycé, Canacé, et Périmède. Selon certains auteurs, Tanagra et Arné sont aussi ses filles.
Pour Hellanicos, la mère de Salmonée était Iphis, une fille du dieu fleuve Pénée.